# Sierakowski (herb szlachecki)

Herb Sierakowski cz. Dołęga odm. wedł. J. Ostrowskiego

Sierakowski – polski herb szlachecki, odmiana herbu Dołęga. 

## Opis herbu
Juliusz Ostrowski blazonuje herb następująco:
W polu czerwonym podkowa srebrna ocelami na dół, z krzyżem kawalerskim złotym na barku i strzała żeleźcem na dół we środku. 
Klejnot: nad hełmem w koronie skrzydło srebrne, a przez nie strzała z żeleźcem w lewo albo trzy pióra strusie. 
Labry: czerwone, podbite srebrem.

## Herbowni
Sierakowski.
Wedł. J. Ostrowskiego ta odmiana, przysługająca Sierakowskiemu, wylegitymowanemu 1782 w Galicyi, jako potomkowi Sierakowskich z przydomkiem Tochman ze Starego Sierakowa, w gostyńskiem w XVI st. osiadłych. Wedł. E. Żernickiego-Szeligi wszyscy Sierakowscy herbu Dołęga używają odmiany z polem czerwonym.

### Znani herbowni
Sierakowscy ze Starego Sierakowa:
- Samuel Sierakowski, pisarz polny koronny, zginął pod Beresteczkiem.
- Jan Sierakowski, stolnik bełski 1674, kasztelan bełski 1688, zm. 1698[4].